# Ángel Díaz
Ángel Paya Díaz (Buenos Aires, Argentina, 25 de abril de 1929 - Ibídem, 11 de diciembre de 1998) fue un reconocido cantante argentino de tango.
Nacido en el barrio porteño de Parque Patricios, de pequeño lo apodaban El Payita porque que a su padre, de nombre Luis, había sido payador en su juventud. Durante su infancia aprendió a tocar la guitarra y ya a los 19 años se incorporó a la orquesta de Florindo Sassone, siendo compañero de Jorge Casal.
En 1949 comenzó a tocar en la orquesta de Alfredo Gobbi, donde tuvo como compañero a Jorge Maciel, con quien grabó a dúo el vals Tu Amargura. En la década de 1950 fue invitado por Ángel D'Agostino a formar parte de la orquesta de Horacio Salgán en donde permaneció hasta 1956. A partir de ese año comenzó su carrera solista, actuando en cafés y salones particularmente en el interior de Argentina.
A principios de la década de 1990 actuó durante una larga temporada en el Café Homero a pedido del cantante Roberto Goyeneche. En 1992 integró la delegación que participó del Festival de Tango celebrado en Granada, España, donde actuó junto a Héctor Stamponi. Falleció el 11 de diciembre de 1998 en los camarines del Teatro Municipal General San Martín, víctima de un infarto, mientras se preparaba para su actuación en el Festival Internacional Buenos Aires Tango.